# Saltash
Saltash (Limba cornică: Essa) este un oraș în comitatul Cornwall, regiunea South West, Anglia. Orașul se află în districtul Caradon.